# Palle Birch
Palle Birch (født 12. april 1993 i Odense) er en dansk komiker og improskuespiller.

## Comedy
Palle Birch vandt i 2018 og 2019 DM i Impro Comedy sammen med gruppen UHA!
I efteråret 2019 var han Heino Hansens faste medspiller i det improviserede comedyshow Heino What You Did Last Summer.
I 2017 var Palle Birch frontfigur i satireprojektet "Fynsk Folkeparti", der stillede op til i Odense Kommune i Kommunal- og regionsrådsvalg 2017. 
Birch kom med 300 stemmer ved kommunalvalget ikke ind i byrådet.

## TV
I 2019 spillede Palle Birch kameramanden Bjarke i DR2 serien Mord på DR2.